# Undinella oblonga
Undinella oblonga är en kräftdjursart som beskrevs av Georg Ossian Sars 1900. Undinella oblonga ingår i släktet Undinella och familjen Tharybidae. Inga underarter finns listade i Catalogue of Life.